# Солоник
Солоник (рос. Солоник, пол. Seletyn) — гірська річка в Україні, у Тлумацького районі Івано-Франківської області у Галичині. Ліва притока Млинівки, (басейн Дністра).

## Опис
Довжина річки 10 км, найкоротша відстань між витоком і гирлом — 6,87  км, коефіцієнт звивистості річки — 1,46 . Формується багатьма безіменними струмками та загатами. Річка тече у гірському масиві Ґорґани.

## Розташування
Бере початок на північно-східних схилах Прибилівської гори (381 м) біля села Прибилів. Тече переважно на північний схід через Бортники та Мельники і впадає у річку Млинівку, праву притоку Тлумача.
Населені пункти вздовж берегової смуги: Грушка, Королівка.

## Цікавий факт
- Річка протікає між горами Лисою (304 м) та Пружницькою (386 м)[3].
- До 1848 року річка впадала у коропецький ставок[2] біля села Королівки.